# Ioannis Mitropoulos
Ioannis Mitropoulos (n. 1874, Atena, Regatul Greciei) a fost un gimnast artistic ce a reprezentat Regatul Greciei, medaliat olimpic. A participat la o ediție a Jocurilor Olimpice (1896) în care a câștigat o medalie de aur și o medalie de bronz.

## Participări
Lista de mai jos prezintă principalele competiții la care a participat Ioannis Mitropoulos de-a lungul carierei.
- Gimnastică la Jocurile Olimpice de vară din 1896 - Inele